# Nógrádsáp
Nógrádsáp es un pueblo ubicado en el condado de Nógrád, Hungría.

## Superficie
Posee una superficie de 15,47 kilómetros cuadrados.

## Demografía
Hasta 2021 la población era de 911 habitantes, con una densidad de población de 58,88 habitantes por kilómetro cuadrado.